# World Triathlon
La World Triathlon, denominata in precedenza International Triathlon Union (ITU), è la federazione sportiva internazionale, riconosciuta dal CIO, che governa lo sport olimpico del triathlon.

## Campionati mondiali organizzati
- Campionati mondiali di triathlon